# دی جیورجیو (کالیفرنیا)
دی جیورجیو (به انگلیسی: Di Giorgio) یک منطقهٔ مسکونی در ایالات متحده آمریکا است که در شهرستان کرن، کالیفرنیا واقع شده‌است. دی جیورجیو ۱۴۸ متر بالاتر از سطح دریا واقع شده‌است.